# 童克忠
童克忠（1927年—），男，浙江淳安人，中国遗传学家，曾任中国科学院遗传研究所研究员、博士生导师。